# عمار محسن
عَمَّار مُحسِن هو لاعب كرة قدم عراقي-سويدي، من مواليد 27 ديسمبر 1997، يلعب في صفوف  نادي هلسينغبورغ في الدوري السويدي الممتاز، ولد في السويد ويلعب ضمن المنتخب العراقي.

## روابط خارجية
- عمار محسن على موقع اتحاد السويد (السويدية)
- عمار محسن على موقع قاعدة بيانات كرة القدم.إي يو (الإنجليزية)
- عمار محسن على موقع Soccerway.com (الإنجليزية)